# Dagny Henschen
Dagny Harrie, känd under flicknamnet Dagny Henschen, född 30 maj 1885 i Ronneby församling i Blekinge län, död 30 mars 1960 i Solna församling i Stockholms län, var en svensk översättare.
Från 1930-talets början översatte Henschen en mängd böcker, främst skönlitteratur och biografier. Bland översatta verk märks Ellery Queens Konsthandlarens kista (1933), Dorothy Sayers Oskuld och arsenik (1934) och Daphne du Mauriers Rebecca (1939). Från mitten av 1940-talet började hon tillsammans med Hilda Holmberg översätta facklitteratur om Sovjetunionen för Natur & Kultur. Hon översatte även böcker inom psykiatri och psykologi, samt Nya tidens världshistoria (1958, med Hilda Holmberg), som blev ett standardverk inom ämnet.
Dagny Henschen var dotter till medicinprofessorn Salomon Eberhard Henschen och Gerda Sandell samt syster till Folke Henschen, Astri Douglas och Ingegerd Henschen-Ingvar. Med maken Wilhelm Nyman, som hon var gift med 1910–1926, fick hon 1914 dottern Britt, sedermera översättare med efternamnet Hallqvist. De fick också sönerna Eberhard Nyman, medicinprofessor, och Arne Nyman, författare och konstnär. Åren 1933–1938 var hon gift med journalisten och översättaren Ivar Harrie.